# 芙莉蓮
芙莉蓮（日语： Furīren ?）是漫畫系列《葬送的芙莉蓮》的主角兼標題角色，由山田鐘人與阿部司所創。在作品中，芙莉蓮原是勇者隊伍的一員。他們在經過十年旅程後，最終打倒了魔王，讓世界恢復和平。芙莉蓮及後自行行動，並約定50年後與他們再會，一起欣賞流星雨。在50年後她回王都實現約定，卻發現大家都已老去，實現50年前的看流星約定沒多久勇者欣梅爾就死了。在欣梅爾葬禮上她懊悔自己沒想到利用那段時光多了解有關他的事情。20年後受高齡的前隊伍夥伴海塔委託，決定教導他收養的孤兒費倫魔法。之後與之展開尋找靈魂長眠之地的旅程，以望在該地跟欣梅爾再會。
《葬送的芙莉蓮》的編輯小倉功雅起初委託山田鐘人創作一部以勇者和魔王為題的喜劇漫畫，而芙莉蓮是作為當中的主角而設計出來的。不过他在創作首话時便朝着喜劇以外的方向發展。小倉後來邀請阿部司為把芙莉蓮給畫出來，讓他跟山田一起合作。

## 設計
《葬送的芙莉蓮》的編輯小倉功雅起初委託山田鐘人創作一部以勇者和魔王為題的喜劇漫畫，而芙莉蓮是作為當中的主角而設計出來的。不過他完成首話的分鏡後，便讓小倉覺得「這根本不是喜劇，但很有趣！」。他後來邀請阿部司為把芙莉蓮給畫出來，並把成品傳給山田，建議兩者一起合作。山田對阿部的作品感到滿意，認為「從中感受到人性」，於是接受了提議。而芙莉蓮這個名字取自德語的「Frieren」，意指寒冷或凍結。
改編動畫的導演齋藤圭一郎表示，費倫在動畫中的表現與原作有多處不同。這些修改是為了顯示她的成長如何影響芙莉蓮。他還說道，他們在動畫開頭安排芙莉蓮看書，然後由欣梅爾提醒她已到達王都的目的在於讓觀眾更易理解人物關係:53。負責人物設定的長澤禮子在這部作品中首次挑戰繪畫精靈:55。此外由於芙莉蓮是最主要角色的關係，故動畫製作團隊在她的外表上下了一番功夫:9。但長澤表示自己起初難以掌握芙莉蓮耳朵的畫法，於是會不時參考原作:55。
在改編動畫中，芙莉蓮的聲優為種崎敦美。在試配期間，她沒有得到工作人員的任何指示。於是她考慮到了芙莉蓮的年紀，而選用了自己最低沉的聲線去為之配音，後來就被選上了。到了正式配音時，她收到了工作人員的指示，對她說由於芙莉蓮原先的旅程已經結束，所以其聲調應高一點，以配合較輕鬆的氛圍。同時她的聲線會配合芙莉蓮在作品中的表情而有細微變化:9。儘管如此，她還是表示很難從中判斷該如何調整:45。

## 作中表現

### 人物設定
芙莉蓮是個白髮綠眼的精靈族，存活了千年以上。她在與勇者欣梅爾旅行後也沒想過太多要了解他人，直到欣梅爾死後才後悔。 喜歡收集各種魔法及魔導道具，但也因此易被偽裝成寶箱的寶箱怪吞入口中。:8
她曾替人類研究解析由魔族庫瓦爾開發的「殺人魔法」，推動它成為人類魔法師必學的基本魔法。除此之外，她也是葬送最多魔族性命的魔法使，因此被魔族稱為「葬送的芙莉蓮」。儘管如此，她亦有着無法理解人类感情的特點，但在旅途中，她開始慢慢能夠理解之:9。

### 故事
在故事中，芙莉蓮原是某個村落的居民，後被魔王軍將軍「王座巴扎爾特」屠村。她在擊敗巴扎爾特後，路過的人類大魔法使弗蘭梅決定收她收為徒弟。芙莉蓮受屠村一事影響，開始憎恨魔族和學習魔法。並為混淆魔族，按弗蘭梅的教導長期維持自身在魔力限制的狀態。弗蘭梅過世後繼續修練魔法。
千年後，她因為勇者欣梅爾的邀約加入其冒險隊伍，展開為期十年討伐魔王的冒險，最後勇者一行也成功成就了偉業。芙莉蓮此後自行行動，並約定50年後與他們再會，一起欣賞流星雨。在50年後她回王都實現約定，卻發現大家都已老去，實現50年前的看流星約定沒多久勇者欣梅爾就辭世了:58。在欣梅爾葬禮上她懊悔自己沒想到利用那段時光多了解有關他的事情。此後，她為了能更了解人類:8，而展開了一段旅程。20年後，她受高齡的前隊伍夥伴海塔委託，決定教導他收養的孤兒費倫魔法。之後與之展開尋找靈魂長眠之地的旅程，以望在該地跟欣梅爾再會:72-73。
途中芙莉蓮還遇上了其他夥伴，像是艾冉的徒弟修塔爾克和人類僧侶贊恩（贊恩之後為了尋找好友「戰士大猩猩」的下落而離隊）。並討伐了阿烏拉、庫瓦爾、劍之魔族等魔族。她在一級魔法使資格測驗中，因志趣不合等理由而被創立了大陸魔法協會的賽莉耶判定不合格。

## 反響與評價

### 角色人氣

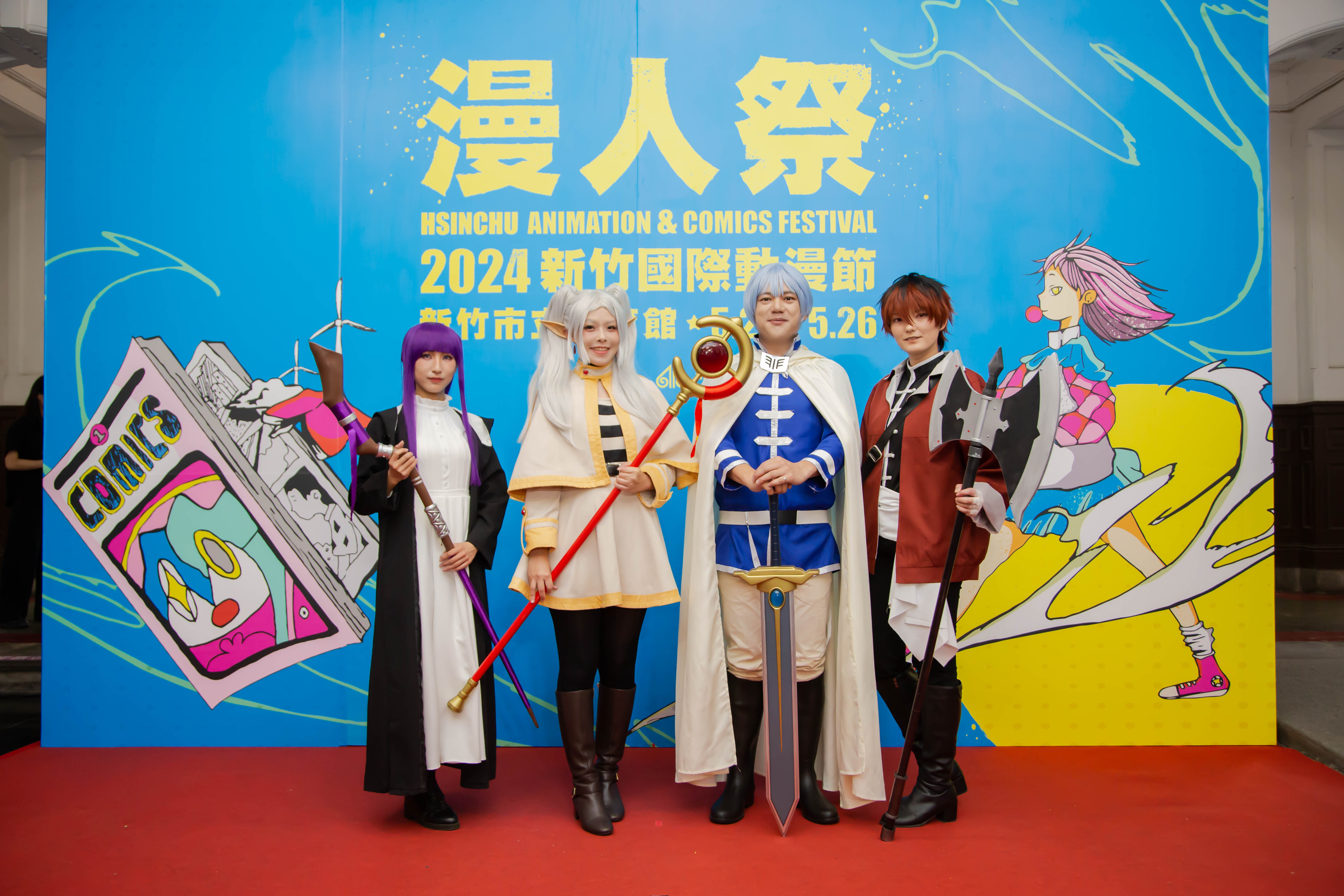
中華民國新竹市市長高虹安（左二）與副市長邱臣遠（右二）在2024新竹國際動漫節cosplay芙莉蓮與欣梅爾

芙莉蓮在日本動漫迷圈子中頗具人氣，成為了多個角色扮演者的扮演對象。其圍巾綁法也因讓人覺得可愛及別樹一格，而為日本歌手milet等人模仿。除此之外，芙莉蓮這個角色還吸引人創作相關的二次創作作品，像是把芙莉蓮的衣服換由曹操穿上、在恐怖遊戲《致命公司》的遊戲模組中加入芙莉蓮玩偶、以芙莉蓮為主角的色情圖片。根據漫畫官方的讀者投票結果，芙莉蓮在2022年和2023年皆被票選為當中第二受歡迎的角色。Anime Trending每週都會公佈該季度的女性動畫角色人氣排行榜，芙莉蓮已最少三週在該排行榜獲得首位。
有網友分享自己聽到別人將「葬送的芙莉蓮」讀成「葬送的呂秀蓮」後，令其他網民開始把呂秀蓮加到《葬送的芙莉蓮》的二次創作中，並把芙莉蓮的外表以軟件跟呂秀蓮混合。另外，芙莉蓮在拿出「只會溶解衣服的藥水」，然後一臉自滿地說「所謂的男人啊，只要送他們這種東西就會很開心」的場景成為了多個網民的改圖對象，他們會把該藥水替換成色情同人漫畫、PlayStation 5、電子遊戲等等。由於芙莉蓮在該一場景的表情跟《SPY×FAMILY間諜家家酒》的安妮亞·佛傑類似，而且兩者由同一人配音，所以也讓udn遊戲角落及其他網民決定比較兩者。

### 媒體評論

#### 漫畫版
評論者對漫畫版的芙莉蓮大多有著正面評價。在評論漫畫版時，《學校圖書館學報》的喬·帕斯庫洛（Joe Pascullo）讚揚芙莉蓮在面對人類生死問題時的角色發展。新聞網站Siliconera的珍妮·拉達（Jenni Lada）表示，漫畫有助讀者了解精靈族的壽命如何影響其看待與人相處的時光，例如芙莉蓮認為十年對了解一個人而言是太短，而她也因欣梅爾的死而懊悔，決定展開新的生活。此外，它認為漫畫的每一章都顯示芙莉蓮能把從欣梅爾身上學到的學以致用，並學會珍惜與他人的相處時光。動畫新聞網的理查德·艾森比斯（Richard Eisenbeis）認為她的永生特點使之「又悲又美」，因為她的一生基本上沒有交到其他的精靈朋友，但同時又能使之承載其他人存活過的記憶。
Sequential Tart的席娜·麥尼爾（Sheena McNeil）稱讚芙莉蓮在故事中嘗試變得更關心周圍，認為她的經歷「亦悲亦喜」。《讀賣新聞》的石田汗太寫道，她在故事中的有關成長「既強烈又感動」。Sequential Tart認為芙莉蓮跟史波克有著共通之處，表示兩者皆「有邏輯和冷漠，而且不解人類。但隨著劇情發展，她開始活得像個人」。

#### 動畫版
在動畫播出後，有關評價仍然維持。動畫新聞網評論道，芙莉蓮跟眾多奇幻故事角色不同的地方在於，其會為沒珍惜與眼前人能夠相聚的時光而懊悔。並認為她的故事與《李伯大夢》相當類近。欣梅爾的葬禮也讓芙莉蓮決定展開新的旅程，開始重新整理自己對欣梅爾的想法和感受。除了上述比較外，亦有評論者比較芙莉蓮跟其他動畫角色的心境。Fav-Log的木島祥堯認為芙莉蓮跟《【我推的孩子】》角色星野愛一樣充滿着空虛感，不過前者是欠缺感情的空虛，後者是擅於掩飾感情的空虛。
Crunchyroll對芙莉蓮的角色發展亦有類似於動畫新聞網的評價，並指她跟費倫和修塔爾克一起踏上旅程的決定令這部作品更像角色扮演游戏。它還認為芙莉蓮在欣梅爾死後了解到人類的脆弱之處，開始更熱於保護他們。理查德·艾森比斯讚揚了芙莉蓮與費倫和修塔爾克之間的互動，並表示芙莉蓮與費倫的關係「令人惱怒得來又充满喜劇色彩」。他還提到芙莉蓮見到由幻影鬼根據自身記憶製造出來的欣梅爾，然後該幻影要求她殺了自己這一劇情，認為這「很美妙」，顯示她知道欣梅爾會為自己犧牲性命。動畫新聞網另外提到，費倫和修塔爾克的關係在故事中愈趨浪漫之際，也讓芙莉蓮留意到欣梅爾愛上了自己。但由於其在感情上的遲鈍和兩者已天人相隔，故該網站形容這一故事擁有「愛情悲劇」的成份。
The Fandom Post的丹·曼斯菲尔德（Dan Mansfield）在評論動畫第10話時，稱讚芙莉蓮的背景故事與她跟阿烏拉在該話的對決「能夠完美配合」。GNN新聞的評論員讚揚種崎敦美為芙莉蓮配音時的表現，指她「比少女還成熟一點的中音聲線」能夠配合劇情。